# Cementiri de Berga
El cementiri de Berga és una obra de Berga protegida com a bé cultural d'interès local.

## Descripció
El cementiri és estructurat en tres grans replans. El primer és el de majors dimensions i també el més antic. Forma un gran clos rectangular amb la disposició tradicional de nínxols al volt, excepte al costat de llevant, on continua, a un nivell inferior, el segon replà. Al centre, hi ha camins i jardins en disposició geomètrica, monumental. Els perímetres estan delimitats amb tanca de boix, xiprers modelats, i jardineria en un sentit ampli.
El segon replà és més petit, de diferent caràcter, ormanetat en fileres de xiprers retallats damunt d'un camp de gespa. El tercer, espai més recent, és el menys cuidat, ja que hi ha tot de blocs de pedra i nínxols atapeïts sense res més. Actualment es troba en contacte amb el nucli urbà. Envaïts els seus marges per edificacions grolleres de serveis. A llevant hi ha importants vistes cap a Pedret i la Portella, avui malmeses per porqueres.

## Història
El 1851 s'obre un expedient per a la construcció d'un nou cementiri. El 1854, forçat pel gran nombre de morts degut al còlera, es beneeix el camp destinat a nou cementiri que no arriba a estar en ús. El 1668 la junta revolucionària de Berga decreta el tancament del cementiri vell i el trasllada al nou.
El 1924 tenim constància de la construcció del panteó dels Bessacs. El 1930 hi ha un projecte, realitzat només en part, per a la seva ampliació, corresponent al segon replà. Entre 1965 i 1975 es fa el tercer dels replans. El 1981 es torna a ampliar el conjunt, aquest cop construint nínxols al primer i segon replà. Encara trobem un nou projecte de 1982 per ampliar i reformar el conjunt.